# Roterande restaurang

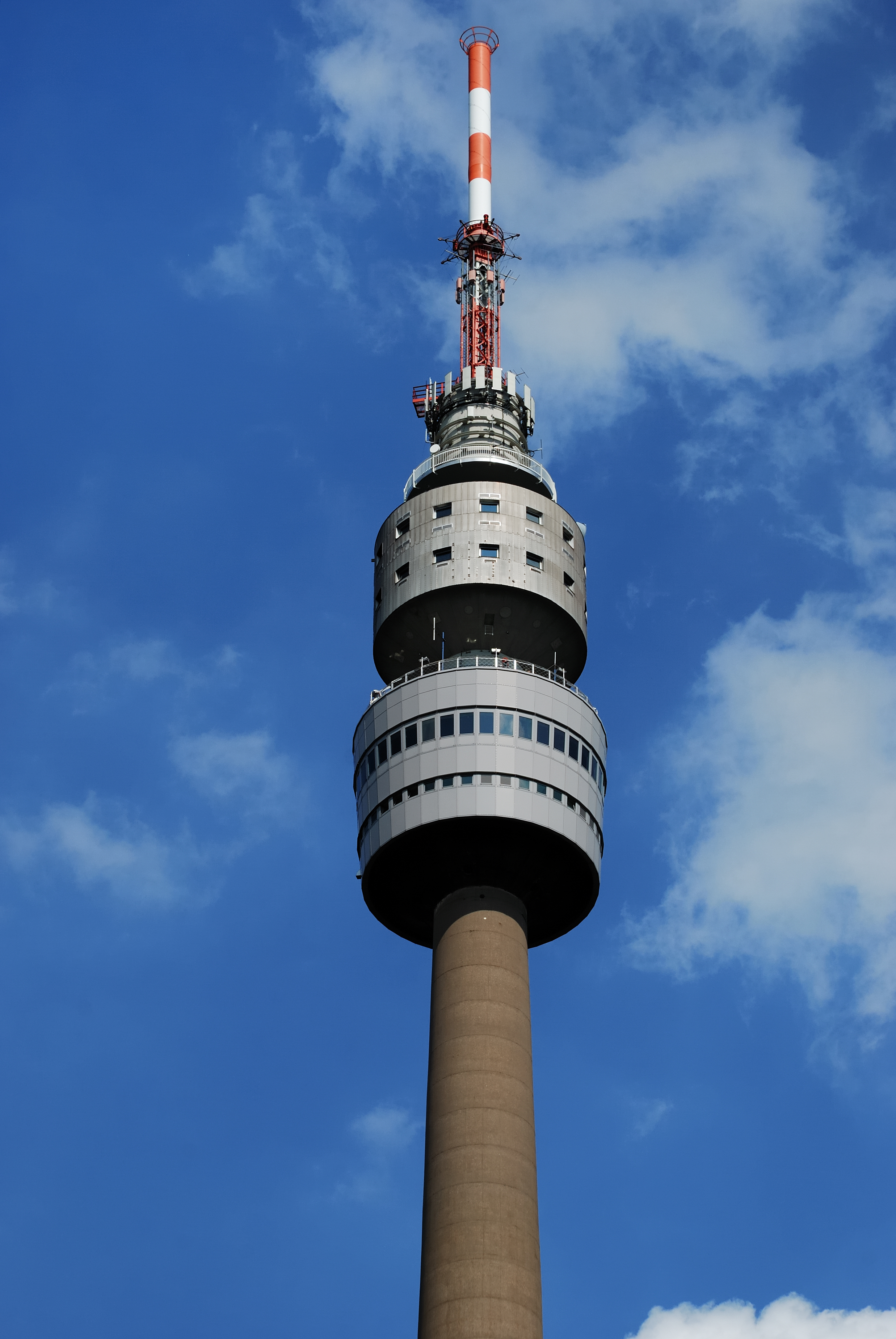
Floriantornet, första i världen

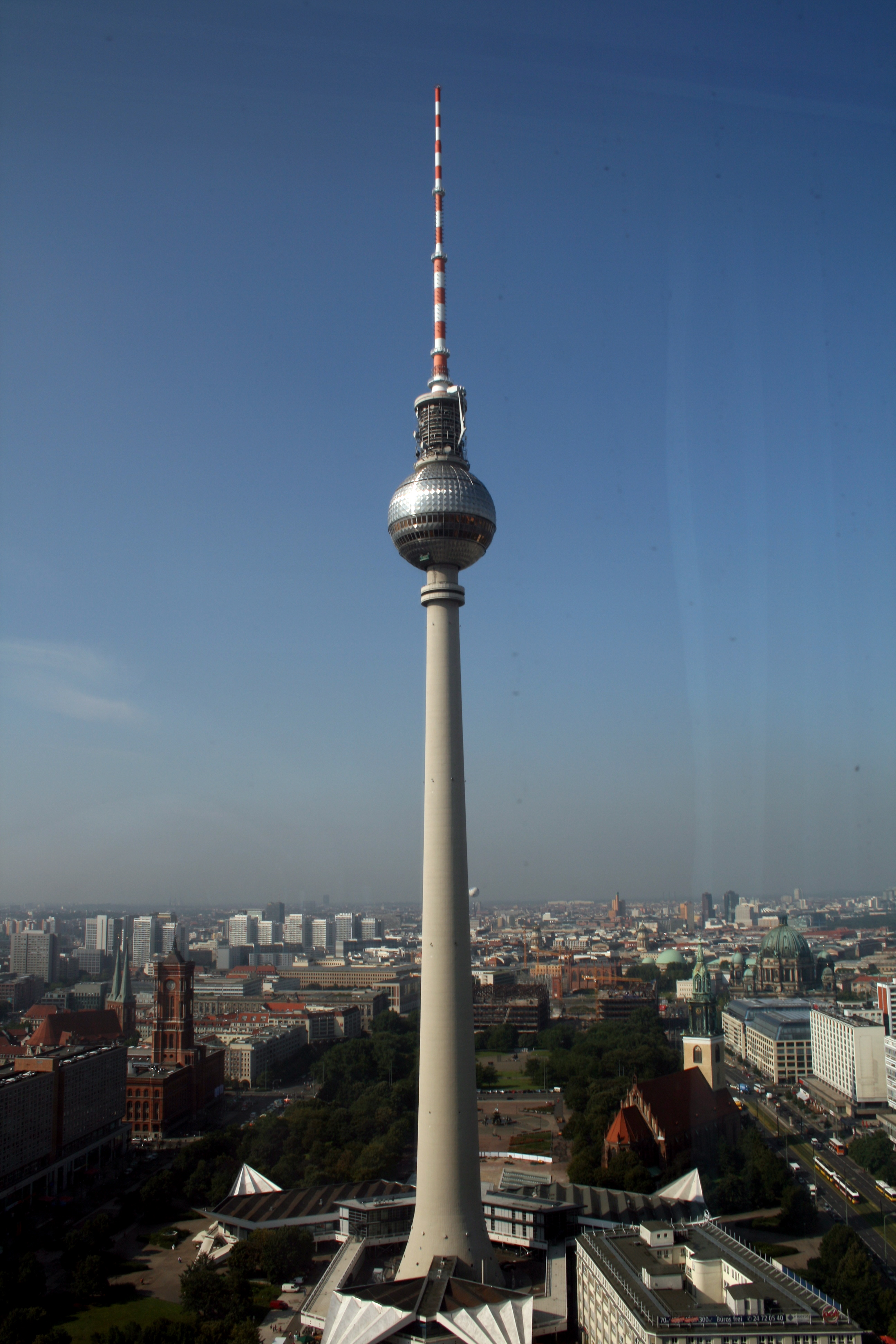
Fernsehturm i Berlin

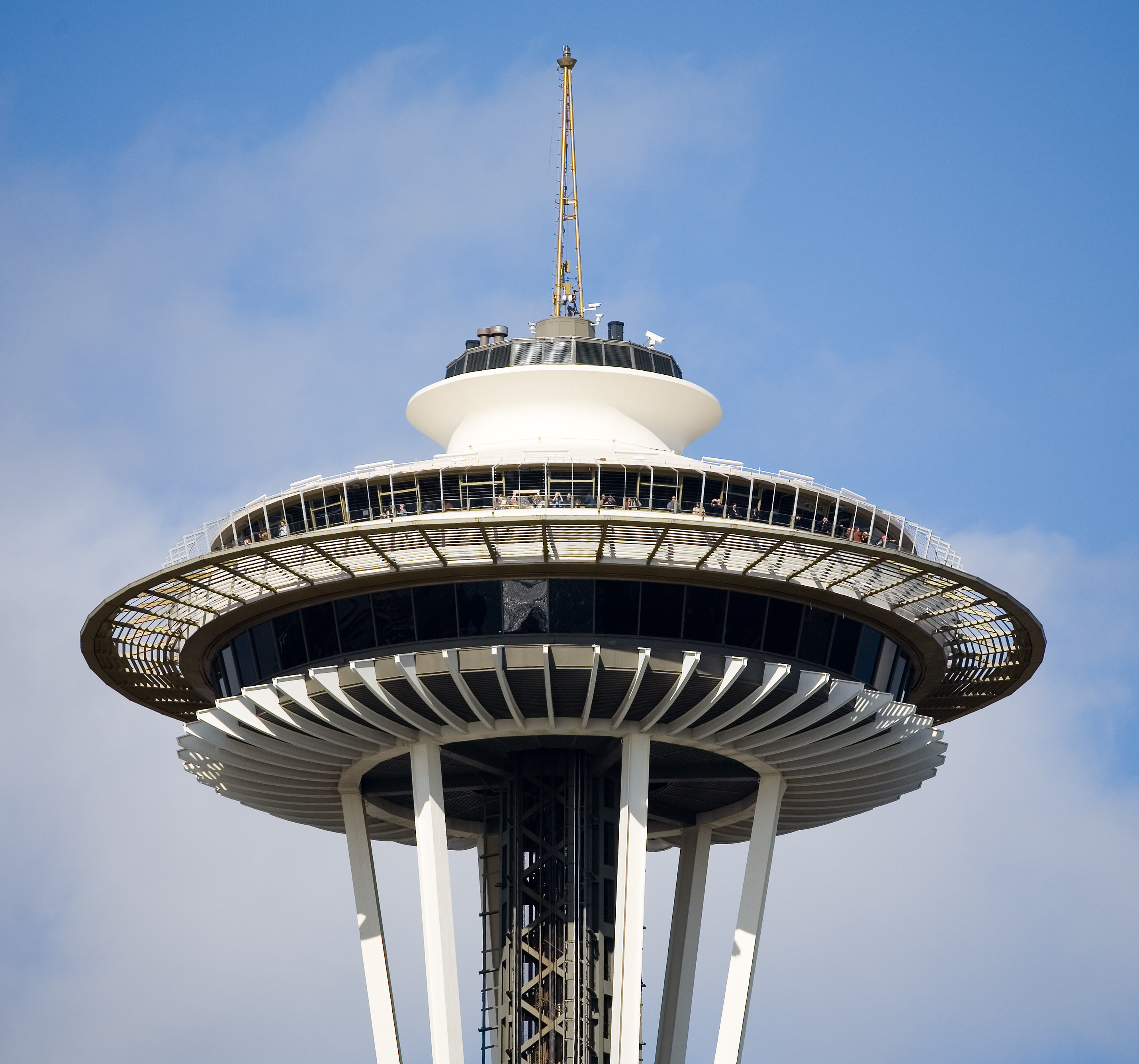
Space Needle, första på Nordamerikas fastland

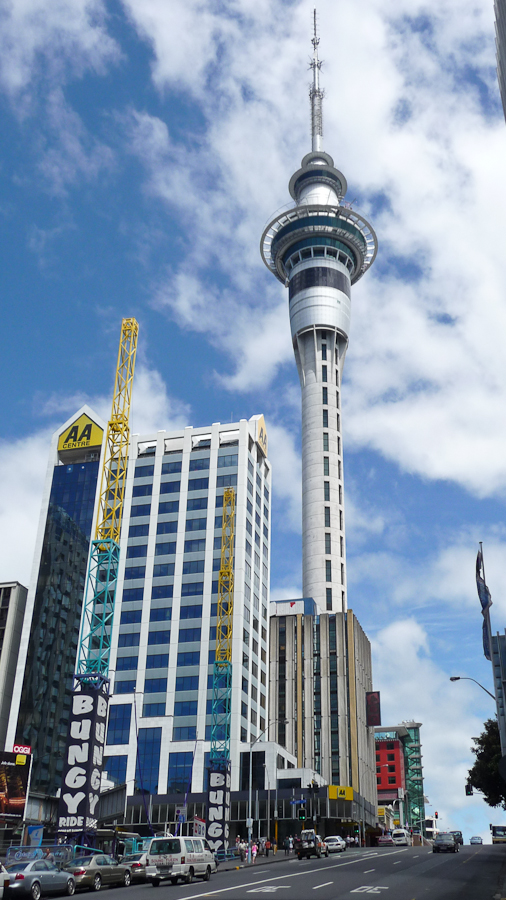
Sky Tower, första i Nya Zeeland

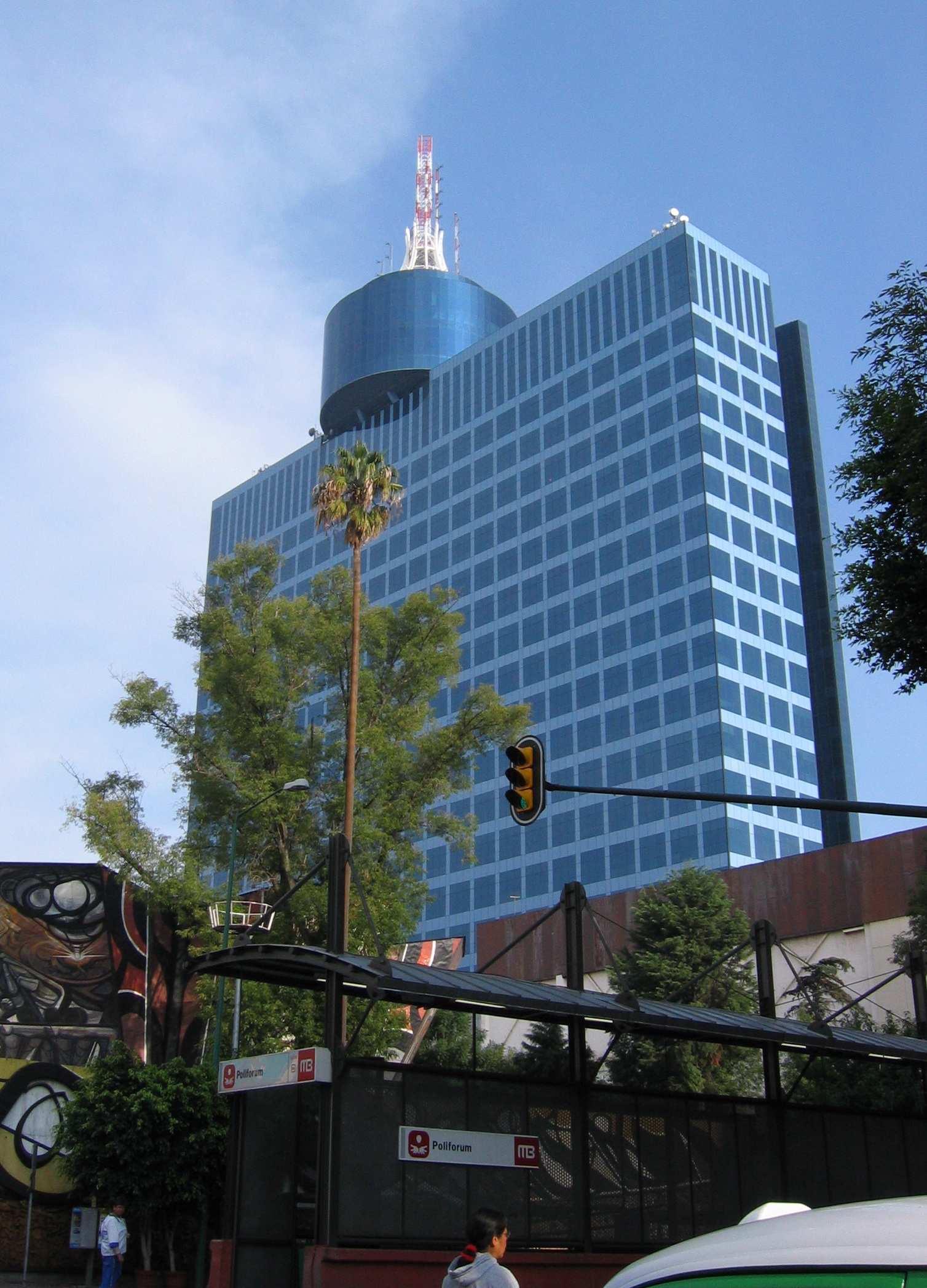
Bellini, världens nuvarande största

En roterande restaurang är en restaurang med ett roterande golv. Golvet drivs av en elektrisk motor som driver golvet i en cirkelrörelse vilket möjliggör att gästerna kan se hela panoramat utan att lämna sin plats. Varvfrekvensen ligger vanligen på 1 rotation i timmen. Restaurangtypen ligger oftast på högt belägna platser (t.ex. bergstoppar ) eller byggnader (t.ex. TV-torn) med vid utsikt.

## Utveckling
2009 upptäckte franska arkeologer vid utgrävningar kring Domus aurea på Palatinen i Rom lämningar som tyder på en roterande matsal redan kring tiden för kejsare Nero.
Första patent för en roterande byggnad erhölls 1933 (DE patent-nr 587734) av Emil Eugen Hohrath. Utvecklade koncept patenterades 1950 av Denis Herbert Wreford (FR patent-nr 966887) och George E Schumann 1955 (US patent-nr 2706538 ). Dagens modell bygger på patent av Leopold Faerber (1960, DE patent-nr 1077858, 1964 US patent-nr 3156017) och John Graham (1964, US patent-nr 3125189). Idag finns ett hundratal roterande restauranger världen över.

## Historia

### Afrika
Burj al-Qāhira i Kairo öppnades 1961 som första i Afrika följd av Telkom Joburg Tower i Johannesburg öppnad 1971 och "Cape Town Ritz Hotel" i Kapstaden öppnad 1972 (nu stängd).

### Asien
Manila Royal Hotel i Manila öppnades 1968 (nu stängd) som första i Asien följd av Federal Hotel i Kuala Lumpur öppnad 1968 (nu stängd) och "Mandarin Orchard Hotel" i Singapore öppnad 1973 (nu stängd). Den äldsta ännu verksamma restaurangen är "Tex Palazzo Hotel" i Surat öppnad 1980.

### Europa
Europas och världens första roterande restaurang var Floriantornet som öppnade 1959 i Dortmund följd av Henningertornet i Frankfurt öppnad 1961 och Donautornet i Wien öppnad 1964. 1965 invigdes Post Office Tower i London, restaurangen stängde senare men återöppnade 2015.. 1963 öppnades Puijotornet i finländska Kuopio. 1969 öppnade Fernsehturm i Berlin. Detta var då det öppnades i Östberlin i dåvarande Östtyskland. 1971 öppnade Näsinneulatornet i Tammerfors. Tyholttornet i norska Trondheim öppnades 1985.

### Nordamerika
1961 invigdes La Ronde i Honolulu, Hawaii som första i Nordamerika följd av Eye of the Needle i Seattle, Washington öppnad 1962 som första på det amerikanska fastlandet. 1965 invigdes sedan Skylon Tower i Niagara Falls, Ontario.
1994 öppnade "Giratorio Bellini Restaurante" i World Trade Center Mexico City i Mexiko som den hittills största roterande restaurangen.

### Oceanien
1960 öppnades Skyway på Scenic World i Katoomba, New South Wales som första i Oceanien följd av Australia Square Tower i Central business district i Sydney 1967 och Sky Tower i Auckland 1997.